# Jacksonville (Texas)
Jacksonville es una ciudad ubicada en el condado de Cherokee en el estado estadounidense de Texas. En el Censo de 2010 tenía una población de 14544 habitantes y una densidad poblacional de 394,21 personas por km².

## Geografía
Jacksonville se encuentra ubicada en las coordenadas 31°57′54″N 95°15′44″O / 31.96500, -95.26222. Según la Oficina del Censo de los Estados Unidos, Jacksonville tiene una superficie total de 36.89 km², de la cual 36.88 km² corresponden a tierra firme y (0.05%) 0.02 km² es agua.

## Demografía
Según el censo de 2010, había 14544 personas residiendo en Jacksonville. La densidad de población era de 394,21 hab./km². De los 14544 habitantes, Jacksonville estaba compuesto por el 52.84% blancos, el 22.35% eran afroamericanos, el 0.8% eran amerindios, el 0.85% eran asiáticos, el 0.05% eran isleños del Pacífico, el 20.68% eran de otras razas y el 2.43% pertenecían a dos o más razas. Del total de la población el 34.28% eran hispanos o latinos de cualquier raza.